# FK Prvijenac
FK Prvijenac, bivši je crnogorski fudbalski klub iz Bijelog Polja. Osnovan je 6. maja 2000. godine i takmičio se u Trećoj ligi Crne Gore - sjeverna regija od nastanka. Najveći uspjeh je 4. mjesto 2006. godine.
Domaće utakmice igrao je na stadionu Vunko u Nedakusima koji prima oko 1000. gledalaca.

## Sastav u sezoni 2013/14.
Golmani:
- Mirko Drobnjak
- Aldin Šabović
- Marko Ćetković

Odbrana:
- Irhan Balić (k)
- Anel Balić
- Petar Drobnjak
- Besim Softić
- Dimitrije Dulović
- Enis Lukač
- Miladin Krgović (sredina)

Sredina:
- Asmir Pućurica
- Enes Franca
- Alen Poljak
- Armin Šabanović
- Irfan Balić
- Mato Živković
- Irfan Hadžibegović
- Marko Knežević

Napad
- Nemanja Tito Bugarin

## Raspored i rezultati Prvijenca za 2013/14. godinu
- 1. kolo : FK Prvijenac - FK Napredak 31.08.2013
- Rezultat:0-0
- 2. kolo: FK E-Roma - FK Prvijenac 08.09.2013
- Rezultat:0-10
- 3. kolo: FK Prvijenac - FK Gusinje 14.09.2013
- Rezultat:3-0
- 4. kolo: FK Polimlje - FK Prvijenac 21.09.2013
- Rezultat:1-1
- 5. kolo: FK Prvijenac - FK Brskovo 28.09.2013
- 6. kolo: FK Komovi - FK Prvijenac 03.10.2013
- 7. kolo: FK Petnjica - FK Prvijenac 05.10.2013
- 8. kolo: FK Tekstilac - FK Prvijenac 14.10.2013
- 9. kolo: FK Prvijenac - FK Pljevlja 19.10.2013
- 10. kolo: FK Radnički - FK Prvijenac 24.10.2013
- 11. kolo: FK Fer Play - FK Prvijenac 26.10.2013
- 12 kolo: FK Napredak - FK Prvijenac 04.11.2013